# Entre nous
Pour les articles homonymes, voir Entre nous (homonymie).
Albums de Chimène Badi
Dis-moi que tu m'aimes
Entre nous est le premier album de la chanteuse française Chimène Badi, sorti le 13 mars 2003.

## Liste des titres
| No  | Titre                         | Auteur                                                                    | Durée |
| --- | ----------------------------- | ------------------------------------------------------------------------- | ----- |
| 1.  | Entre nous                    | Rick Allison / Rick Allison                                               | 3:21  |
| 2.  | La Vie qui gagne              | Didier Golemanas / Rick Allison                                           | 3:19  |
| 3.  | Pour l'amour qu'il nous reste | Francine Raymond - Jean Véronneau / Francine Raymond - Christian Péloquin | 3:53  |
| 4.  | Si j'avais su t'aimer         | Didier Golemanas / Rick Allison                                           | 3:35  |
| 5.  | En attendant                  | Frédérick Baron / Vincenzo Thoma                                          | 3:56  |
| 6.  | L'amour explore               | Zoé Gilbert / Rick Allison                                                | 3:56  |
| 7.  | Comme une ombre               | Zoé Gilbert / Rick Allison                                                | 4:01  |
| 8.  | Un père                       | Zoé Gilbert / Rick Allison                                                | 3:41  |
| 9.  | Je vais te chercher           | Agnès Puget / Jean-Marc Haroutiounian                                     | 3:01  |
| 10. | Répondez-moi                  | Francis Cabrel / Francis Cabrel                                           | 4:10  |
| 11. | Jezebel                       | Charles Aznavour / Wayne Shanklin                                         | 2:50  |

## Singles extraits
- Entre nous
- Je vais te chercher
- Si j'avais su t'aimer

## Crédits[1]
Basses : Jean-Marc Haroutiounian (Rémy Malo sur "Entre nous")
Batteries : Laurent Coppola
Guitares acoustiques : Manu Rodier / Christian Péloquin / Danny Ranallo
Guitares électriques : Manu Rodier / David Laflèche / André Hampartzoumian
Guitare nylon : Manu Rodier / Rick Allison
Claviers : Marco Tessier / François Combarieu / Rick Allison
Piano : Manu Pitois / Rick Allison
Programmations : Christian Saint-Germain / Bernie Cossentino / Rick Allison
Chœurs : Chimène Badi / Rick Allison / Zoé Gilbert / Vincenzo Thoma / Simona Peron / Agnès Hampartzoumian
Violoncelle : Noémi Lecampion

Réalisations et arrangements : Rick Allison